# Jacek Namieśnik
Jacek Namieśnik (ur. 10 grudnia 1949 w Mogilnie, zm. 14 kwietnia 2019 w Gdańsku) – polski chemik, profesor nauk chemicznych, specjalizujący się w chemii analitycznej i środowiskowej. Rektor Politechniki Gdańskiej w latach 2016–2019.

## Życiorys
Syn Tadeusza i Jadwigi. W 1967 roku ukończył I Liceum Ogólnokształcące im. Jana Kasprowicza w Inowrocławiu i rozpoczął studia na Wydziale Chemicznym Politechniki Gdańskiej. Po ich ukończeniu w 1972 rozpoczął pracę naukową na tej uczelni, uzyskując w 1978 stopień doktora nauk chemicznych. Tematem jego rozprawy doktorskiej, wykonywanej pod kierunkiem prof. Edmunda Kozłowskiego było Oznaczanie całkowitej zawartości węgla oraz zawartości węgla organicznego z lotnych zanieczyszczeń powietrza. W 1985, na podstawie dorobku naukowego oraz rozprawy Zagęszczenie lotnych organicznych zanieczyszczeń powietrza, uzyskał stopień doktora habilitowanego, a tytuł profesora nauk chemicznych otrzymał 15 stycznia 1996. Na stanowisko profesora nadzwyczajnego został powołany w 1991 r., zaś na stanowisko profesora zwyczajnego w roku 1998. Tytuł naukowy profesora otrzymał w 1995 r.
W latach 1990–1996 pełnił funkcję prodziekana ds. kształcenia Wydziału Chemicznego Politechniki Gdańskiej, a w latach 1996–2002 i ponownie 2005–2012 dziekana tego wydziału. W latach 1995–2019 był też kierownikiem Katedry Chemii Analitycznej, która uzyskała status Centrum Doskonałości. Członek Senatu PG (od 1990 roku) oraz w 2002–2005 i 2012–2016 kierownik Studium Doktoranckiego przy Wydziale Chemicznym Politechniki Gdańskiej.
31 marca 2016 został wybrany na rektora Politechniki Gdańskiej w kadencji 2016–2020.
Równocześnie z pełnieniem obowiązków rektora Politechniki Gdańskiej objął w kadencji 2016–2020 funkcję wiceprzewodniczącego Konferencji Rektorów Polskich Uczelni Technicznych (KRPUT).
Członek korporacji naukowych:
- Polskie Towarzystwo Chemiczne,
- Romanian Society of Analytical Chemistry;
- International Union of Pure and Applied Chemistry – IUPAC (od 2000)
- Steering Committee International Society of Environmental Analytical Chemistry – ISEAC (od 2002)
- Centralna Komisja do Spraw Stopni i Tytułów (2007–2016)
- Rada Naukowa Instytutu Oceanologii PAN (od 2008)
- Komitet Chemii Analitycznej PAN (przewodniczący od 2007 do 2015)
- Komitet Badań Morza PAN (2011–2014)
- Rada Naukowa Instytutu Chemii i Techniki Jądrowej (od 2015)

Członek rad redakcyjnych czasopism naukowych:
- Journal of Chromatography A (IF = 4,531)
- Critical Reviews in Environmental Sciences and Technology (Associate Editor) (IF = 4,541)[7]
- Environmental Reseach (IF = 3,951)[8]
- Critical Review in Analytical Chemistry (IF = 3,902)[9]
- The Science of the Total Environment (IF = 3,163)[10]
- Acta Chromatographica (IF = 0,760)[11]
- Polish Journal of Environmental Studies (IF = 0,508)[12]
- International Journal of Occupational Safety and Ergonomics (IF = 0,312)[13]
- MethodsX[14]
- Analityka (Wydawnictwo MALAMUT)
- Chemistry and Chemical Technology
- Aparatura Badawcza i Dydaktyczna

Był promotorem 65 i współpromotorem 2 prac doktorskich, a w kierowanej przez niego katedrze pracowało (2014) 11 samodzielnych pracowników naukowych, w tym 9 profesorów tytularnych

W 2017 został zaproszony jako członek do prestiżowej organizacji Europejskiej Akademii Nauk i Sztuk Pięknych (European Academy of Sciences and Arts, EASA), której celem jest analiza i rozwiązywanie problemów stojących przed społecznością europejską.

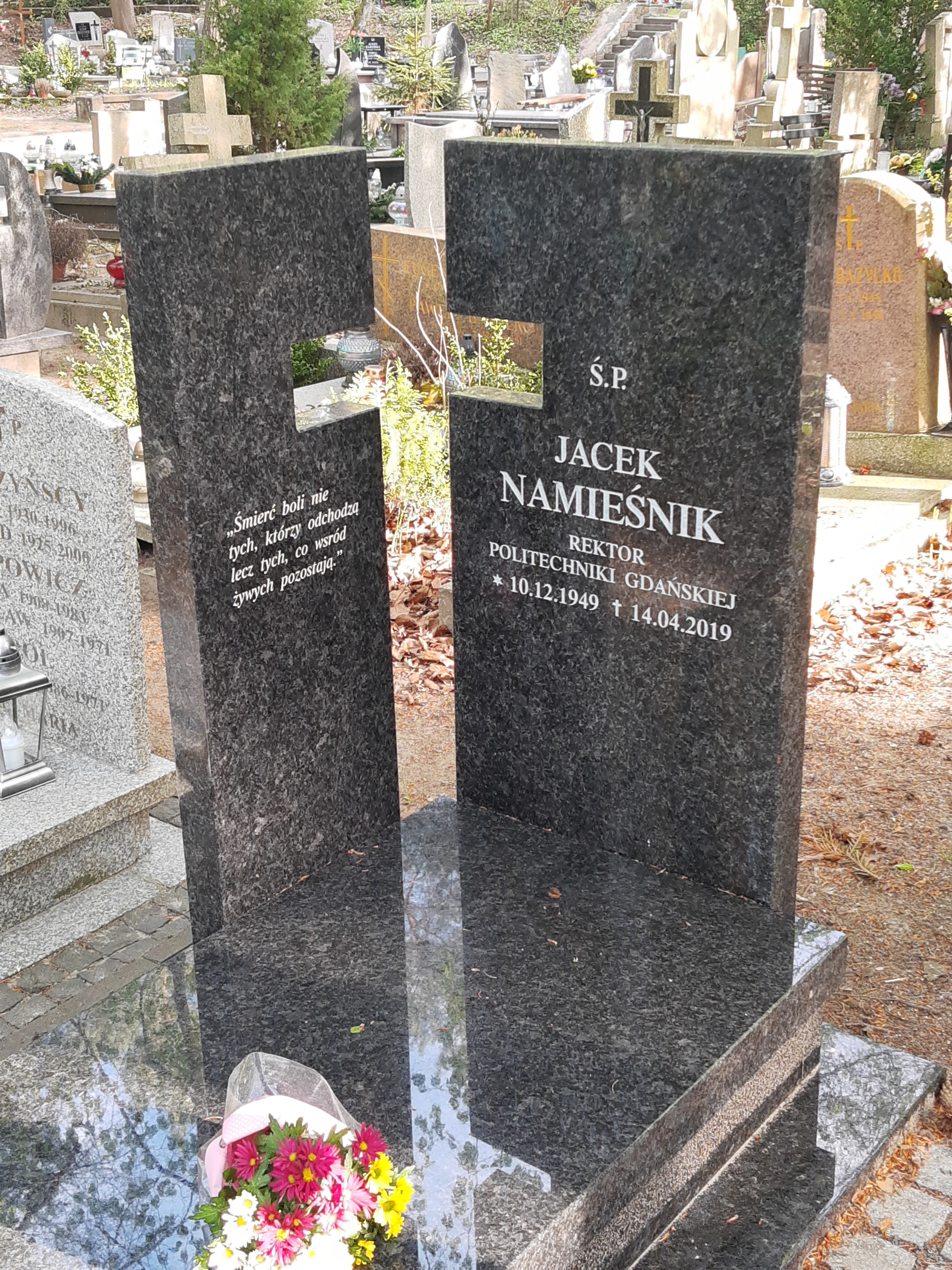
Grób prof. Jacka Namieśnika na cmentarzu Srebrzysko

Był autorem lub współautorem ponad 1000 publikacji naukowych z listy JCR, które były cytowane przez innych autorów 17882 razy, indeks Hirscha jego dorobku ma wartość h=62 (stan na 30.11.2020), sumaryczna wartość liczbowa współczynnika oddziaływania czasopism, w których ukazały się te publikacje wyniosła ΣIF = 2339,537 (dane z dn. 28.05.2018). Uzyskał 13 patentów.
W 2020, już po swej śmierci pozostawał jednym z najczęściej cytowanych naukowców na świecie.
Zmarł 14 kwietnia 2019 w swoim domu z powodu problemów kardiologicznych. Po uroczystości żałobnej odbytej w środę 17 kwietnia w katedrze oliwskiej pod przewodnictwem abp. Sławoja Leszka Głódzia urna z jego prochami została złożona na cmentarzu Srebrzysko w Gdańsku (rejon IX, kwatera TAR II wojskowy, rząd 2).

## Opracowania książkowe
- Fizykochemiczne metody kontroli zanieczyszczeń środowiska (1988, redakcja pracy zbiorowej, ISBN 83-204-2289-2)
- Podstawy analityki (1992, wspólnie z Jerzym Łukasiakiem i Zygmuntem Jamrógiewiczem, ISBN 83-85019-63-4)
- Zarys ekotoksykologii[24] (1995)
- Pobieranie próbek środowiskowych do analizy (1995, wspólnie z Jerzym Łukasiakiem i Zygmuntem Jamrógiewiczem, ISBN 83-01-11765-6)
- Przygotowanie próbek środowiskowych do analizy (2000, wspólnie z Zygmuntem Jamrógiewiczem, Michałem Pilarczykiem i L.Torresem ISBN 83-204-2482-8)
- Ocena i kontrola jakości wyników analitycznych (2007, praca zbiorowa pod. red. Piotra Konieczki i Jacka Namieśnika, ISBN 978-83-204-3255-8)
- Quality assurance and quality control in the analytical chemical laboratory: a practical approach (2009, wspólnie z Piotrem Konieczką, ISBN 1-4200-8270-1)
- Analytical Measurements in Aquatic Environments (2009, współautor: Piotr Szefer, ISBN 978-1-4200-8268-5)

## Odznaczenia i wyróżnienia
- 1993 – Złoty Krzyż Zasługi[25]
- 1995 – Medal Komisji Edukacji Narodowej
- 1998 – Krzyż Kawalerski Orderu Odrodzenia Polski[26]
- 1996 – Tytuł profesor honoris causa Uniwersytetu w Bukareszcie[27]
- 2001 – Nagroda Naukowa Miasta Gdańska im. Jana Heweliusza w kategorii nauk ścisłych i przyrodniczych[28]
- 2005 – Krzyż Oficerski Orderu Odrodzenia Polski[29]
- 2007 – Medal Wiktora Kemuli
- 2007 – Nagroda Prezesa Rady Ministrów (indywidualna) za wybitne osiągnięcia w zakresie inżynierii środowiska
- 2010 – Stypendium naukowe MISTRZ przyznane przez Fundację na Rzecz Nauki Polskiej
- 2010 – Nagroda WFOSiGW za działalność na rzecz ochrony środowiska w województwie pomorskim
- 2012 – Nagroda Ministra Nauki i Szkolnictwa Wyższego za osiągnięcia w zakresie kształcenia kadr
- 2012 – Medal im. Jędrzeja Śniadeckiego[30]
- 2015 – Nagroda Ministra Nauki i Szkolnictwa Wyższego za wybitne osiągnięcia naukowe w badaniach na rzecz rozwoju społeczeństwa[31]
- 2015 – doktorat honoris causa Wojskowej Akademii Technicznej[32]
- 2015 – doktorat honoris causa Gdańskiego Uniwersytetu Medycznego[33]
- 2016 – Krzyż Komandorski Orderu Odrodzenia Polski[34]
- 2017 – Medal za Innowacyjność na Rzecz Bezpieczeństwa i Obronności[35]
- 2017 – Nagroda Prezesa Rady Ministrów (indywidualna) za wkład w nowe rozwiązania metodyczne i aparaturowe w zakresie analityki środowiskowej, żywności i medycznej[36]
- 2018 – Odznaka Honorowa Polskiego Czerwonego Krzyża IV stopnia w uznaniu za zasługi na rzecz promowania idei honorowego krwiodawstwa poprzez wsparcie i patronat nad cykliczną akcją oddawania krwi pn. Politechnika Superbohaterów[37]
- 2019 – Krzyż Komandorski z Gwiazdą Orderu Odrodzenia Polski za wybitne zasługi dla rozwoju i popularyzacji polskiej nauki (pośmiertnie)[38][39]